# Logis de Marconnay
Le Château de Marconnay est un château du XVIe siècle situé dans la commune de Parnay, en Maine-et-Loire.